# Коммунистическая партия Бутана (марксистско-ленинско-маоистская)
Коммунистическая партия Бутана (марксистско-ленинско-маоистская) (непальск. भूटान कम्युनिष्ट पार्टी (मार्क्सवादी-लेनिनवादी-माओवादी)) — запрещённая политическая партия в Бутане. Партия была создана 7 ноября 2001 в лагерях беженцев ООН в Непале и в значительной степени состоит из бежавших из Бутана этнических непальцев. О создании партии впервые было объявлено 22 апреля 2003. КПБ призывает к Новой демократической революции, свержению монархии в Бутане и династии Вангчуков.
О партии известно немного, её численность невелика. Её Генеральным секретарём был объявлен Викалпа, а своё вдохновение члены партии черпают из Гражданской войны в Непале. Это подтверждается также тем фактом, что первый пресс-релиз КПБ был сделан на сайте Коммунистической партии Непала (маоистской). Этот пресс-релиз был выпущен 22 апреля 2003 года (в день рождения В. И. Ленина), и, можно предположить, что партия была основана примерно в это же время. Партия проводит антииндийскую политику, обвиняя бутанскую монархию в инициировании процесса «сиккимизации».
В одной из брошюр, найденных в лагерях беженцев, КПБ выдвинула 10 «Требований крестьянских братьев и сестёр»:
1. Правительство Бутана должно объявить суверенную демократию и гарантировать права и свободы людей.
2. Правительство Бутана должно с достоинством и честью репатриировать всех её граждан.
3. Правительство Бутана должно гарантировать право на самоопределение.
4. В соответствии с принципом «Земля для людей», раздать землю беднякам и безземельным крестьянам.
5. Правительство Бутана должно установить минимальную заработную плату 150 нгултрумов в день. Кроме того должен быть создан резервный фонд на случай катастрофы, должно быть гарантировано медицинское страхование и жильё.
6. Гарантировать женщинам все основные права.
7. Правительство Бутана должно гарантировать бесплатное образование[англ.] и трудоустройство.
8. Гарантия демократически ориентированного образования.
9. Покончить со всеми драконовскими законами и актами, принять новые демократические законы и конституцию.
10. Гарантировать свободу слова, прессы, свободу передвижения в пределах страны.

Партия проводит тренировки, такие как изготовление бомб, в которых ей помогают ассамские сепаратисты.
Партия имеет вооружённое крыло — «Армия бутанских тигров».
В 2008 году бутанские маоисты взорвали бомбы в Бутане, в том числе в столице Тхимпху. В 2009 году маоисты убили четверых лесников и захватили их оружие.